# Pere II d'Urgell

Escut d'Armes de Pere II d'Urgell segons l'Armorial de Gelre: partit del Senyal Reial, d'or i dos pals de gules, i el segon d'armes d'Urgell, escacat d'or i sable

Pere II d'Aragó-Urgell i de Comenge, anomenat simplement Pere II d'Urgell (?, 1340 — Balaguer, 1408) fou comte d'Urgell, vescomte d'Àger, baró d'Entença i d'Antilló (1347-1408). També fou baró de Fraga (1369-1386).

## Família
Fill del comte Jaume I d'Urgell i la comtessa Cecília de Comenge. Era net per línia paterna del comte-rei Alfons el Benigne i Teresa d'Entença, mentre que per línia materna ho era del comte Bernat VIII de Comenge.
El 22 d'agost de 1363 es casà amb Beatriu de Cardona, filla d'Hug II de Cardona i la seva esposa Blanca d'Empúries. D'aquest matrimoni no tingueren fills.
El 1375 es casà amb Margarida de Montferrat, filla del marquès Joan II de Montferrat i la reina titular Elisabet de Mallorca. Amb qui tingué:
- l'infant Jaume II d'Urgell (1380-1433), comte d'Urgell i pretendent al Compromís de Casp
- l'infant Tadeu d'Urgell, mort jove
- la infanta Beatriu d'Urgell, morta jove
- la infanta Elionor d'Urgell (1378-1430), eremita a Montblanc
- la infanta Cecília d'Urgell (1379-1460), casada el 1409 amb Bernat IV de Cabrera
- l'infant Pere d'Urgell (1390-1408)
- l'infant Joan d'Urgell (1396-1410), baró d'Entença i d'Antilló
- la infanta Isabel d'Urgell (?-1434), monja de Sixena.

## Dominis comtals
En heretar el comtat del seu pare hagué de refer les finances, en una situació de fallida, reordenant el tresor i la fiscalitat del comtat. Es posà al costat del seu oncle Pere el Cerimoniós en la lluita contra el seu germanastre Ferran d'Aragó i de Castella, i durant la guerra dels dos Peres s'ocupà el 1363 de la defensa de Terol, Monreal i Daroca i Oriola el 1364. El rei el feu lloctinent del Regne de València el 1365 i aconseguí recuperar Sogorb, rebent la baronia de Fraga el 1369 i retornà a les seves terres. Inicià grans construccions com el castell d'Agramunt, els claustres de Sant Pere d'Àger i la millora del castell Formós de Balaguer.
El 1376 va atorgar a la ciutat de Balaguer la potestat de celebrar un mercat. Així mateix va afavorir el seu èxit amb l'abolició de feixugues imposicions. El 1396, Galceran de Vilanova ensems amb el seu germà Francesc, l'ajudà amb homes en la comtessa que junt amb Hug Roger II de Pallars Sobirà tenien ambdós en combatre el comte Mateu I de Foix, que pretenia la corona d'Aragó. El 1382, Guillem Ramon de Montcada i de Peralta intercanvià amb Pere II d'Urgell la baronia de Cervelló i les viles de Sant Vicenç dels Horts i Piera a canvi de la meitat de les baronies de Bunyol, Xiva i Xestalgar.

### Baronia de Fraga[5]
Aquesta és la història de la Baronia de Fraga:
- El 1363 passa a Maria de Portugal i de Manuel.

- El rei Pere el Cerimoniós, interessat en guanyar-se al seu germà Jaume I d'Urgell, pacta amb aquesta la cessió de la baronia l'any 1368.

- Aquesta cessió es pacta a les cort catalanes, celebrades a Barcelona l'any 1368, on el monarca es reservava el domini directe i alodial sobre la vila de Fraga i el seu castell i la seva baronia i el comte d'Urgell el domini útil o usdefruit d'aquestes possessions.

- Aquest conveni plantejava la necessitat de desposseir la infanta Maria de Portugal i de Manuel.

- A la mort de Pere el Cerimoniós la baronia va passar a Joan el Caçador fins 1386, en que, el rei Joan cedeix la baronia a Martí l'humà i a la seva esposa Maria de Luna qui va haver de compensar el comte d'Urgell, antic possessor, pels drets que perdia sobre Fraga amb 10.000 sous.

- Amb la mort de Maria de Luna les possessions van passar al comte d'Urgell, Jaume II d'Urgell, com a hereu de corona.

- Després del Compromís de Casp i la despossessió del comte d'Urgell, totes les possessions d'aquest foren confiscades per Ferran I d'Antequera, l'any 1413.